# Emissarvene
Als Emissarvenen (Venae emissariae) werden in der Anatomie mittelgroße Kurzschlussverbindungen zwischen oberflächlichen Schädelvenen und den Sinus der Dura mater bezeichnet.
Es gibt vier Emissarvenen: 
1. Die paarige Vena emissaria parietalis verbindet die Vena temporalis superficialis durch das Foramen parietale mit dem Sinus sagittalis superior in der Mitte unter dem Schädel,
2. die ebenfalls paarige Vena emissaria mastoidea verbindet die Vena occipitalis durch das Foramen mastoideum mit dem Sinus sigmoideus,
3. die ebenso paarige Vena emissaria condylaris verbindet den Plexus venosus vertebralis externus durch den Canalis condylaris mit dem Sinus sigmoideus und
4. die Vena emissaria occipitalis zieht durch die Protuberantia occipitalis und verbindet den Plexus venosus vertebralis externus mit der Confluens sinuum.[1]

Darüber hinaus gibt es kleinere Emissarvenen, die aber variabel sind.

## Klinische Bedeutung
In der Klinik sind Emissarvenen bei Entzündungen der Kopfhaut relevant, da Keime und Eiter von oberflächlichen Gebieten in die Schädelhöhle eindringen können und dort eine septische Sinusthrombose zur Folge haben können. Zudem können über die Venen Tumorzellen absiedeln und Metastasen im Schädelinneren verursachen.